# Giovanni de Britto
Giovanni de Britto, in portoghese João de Brito (Lisbona, 1º marzo 1647 – Oriyur, 4 febbraio 1693), è stato un gesuita e missionario portoghese.
Martirizzato tramite decapitazione in India, è venerato come santo dalla Chiesa cattolica.

## Biografia
Nacque da una nobile famiglia imparentata con la casa reale. Perse il padre nel 1650 mentre lo stesso era a Rio de Janeiro come viceré. Giovanni visse presso la corte del Portogallo come paggio del principe Pietro II, figlio del re Giovanni IV di Braganza. Qualche anno dopo, ammalatosi gravemente, la madre Donna Brites Pereira, promise a san Francesco Saverio che se suo figlio fosse guarito lo avrebbe vestito per un anno con l'abito dei "figli di Sant'Ignazio di Loyola". Il figlio guarì e il voto venne mantenuto, il giovane ragazzo ne fu molto contento e nel 1662, a sedici anni, chiese di entrare come novizio nella Compagnia di Gesù. Svolse il noviziato dapprima a Évora, poi, ammalatosi di nuovo, venne trasferito a Coimbra. Volle ben presto essere mandato in missione in India; il suo desiderio venne esaudito dopo essere stato consacrato sacerdote nel 1673. Nonostante l'opposizione materna si trasferì a Madura nell'India sud-orientale.
Il viaggio lo portò dapprima nelle Canarie, poi in Mozambico ed in seguito raggiunse Goa dove, sulla tomba di Francesco Saverio, promise di dedicare tutta la vita alla conversione al cattolicesimo degli indiani. Giunse a destinazione forse nel 1675; qui gli venne proposta la cattedra di filosofia che rifiutò, in quanto intenzionato a raggiungere e convertire quelle popolazioni. Dopo aver appreso la lingua tamil che si parlava nella regione, per potersi occupare dei paria senza nuocere al suo apostolato presso la popolazione di casta, adottò il genere di vita dei saniassi o Sadhu (santoni indù). Si spostava vestito di una tunica rossa e portava un turbante, invece delle scarpe portava i sandali, una canna come bastone e un'anfora di rame al braccio per l'acqua. Il nobile portoghese si nutriva di riso, latte e erbe, una sola volta al giorno, secondo la tipica dieta alimentare dei santoni. La sua opera di evangelizzazione ebbe successo e ciò irritava le autorità. Una notte, mentre stava battezzando duecento catecumeni, venne assalito e barbaramente percosso assieme ai suoi accoliti. Egli svolse questa attività tra il 1679 e il 1685. In quell'anno venne nominato superiore.
Non contento di quanto fatto, nel 1686 partì per il regno di Marava, dove in pochi mesi battezzò 2000 persone. Venutone a conoscenza, il primo ministro del regno ne chiese la carcerazione; dopo vari supplizi venne condannato a morte, ma un'improvvisa insurrezione nel regno fece ritardare l'esecuzione. Più tardi il sovrano cambiò idea e lo volle a corte, dove venne alloggiato in una scuderia e dove molti sapienti del regno gli fecero visita. Il re non si convertì, ma annullò la sentenza. Gli fu proibito però di predicare in quel regno e venne rinviato a Marava.
Nel 1687 ricevette l'ordine di rientrare in Europa come Procuratore della Provincia di Malabar. Giunto in patria non poté proseguire per Roma per contrasti tra la casa reale di Lisbona e il Papa. Non potendo svolgere la sua missione, si prodigò nella predicazione in patria con l'intento di reclutare nuovi missionari. Il re tentò invano di trattenere il suo amico d'infanzia presso di sé. Dopo aver salutato per l'ultima volta la madre, si imbarcò di nuovo per l'India.
Là giunto, penetrò di nuovo nel regno di Marava da dove era stato cacciato. Qui ottenne la conversione di un principe della casa reale, che aveva cinque mogli ma si decise a ripudiarne quattro pur di ricevere il battesimo da Giovanni. Una delle mogli ripudiate, che era parente del re, si lamentò a corte del comportamento del principe. Il sovrano ordinò di bruciare le chiese dei cristiani e l'arresto di Giovanni. Dopo averlo imprigionato e torturato lo mandò da suo fratello, governatore di una provincia ai confini del regno, lontano da occhi indiscreti, per ucciderlo. In una lettera spedita dal carcere, Giovanni confessava al sacerdote Francesco Lainez: «Essendo virtù la colpa di cui mi accusano, il soffrire per essa è per me grande gioia». Dopo una difficile trasferta giunse a Oriyur il 4 febbraio 1693 per essere dapprima denudato e decapitato, poi gli vennero tagliate mani e piedi e il tronco venne impalato. Le carni vennero probabilmente date in pasto alle fiere.

## Culto
Pio IX lo beatificò il 18 maggio 1859 e Pio XII lo canonizzò il 22 giugno 1947. La memoria liturgica cade il 4 febbraio.